# 祖父江元
祖父江 元（そぶえ げん）（1950年3月2日生～）は、日本の医師。専門は神経内科。祖父江逸郎を父に持つ。ムーンショット型研究開発制度のPDの一人。厚生労働省国立研究開発法人審議会高度専門医療研究評価部会で座長を務めている。

## 経歴
- 1975年3月 名古屋大学医学部卒業
- 1975年4月 名古屋第一赤十字病院臨床研修医
- 1981年3月 名古屋大学大学院医学研究科博士課程修了（医学博士）
- 1981年10月 愛知医科大学第四内科講師
- 1982年7月 米国ペンシルベニア大学客員研究員
- 1995年4月 名古屋大学医学部神経内科教授
- 2009年4月 名古屋大学大学院医学系研究科長・医学部長
- 2015年4月 名古屋大学大学院医学系研究科特任教授
- 2018年1月 愛知医科大学副理事長
- 2019年1月 愛知医科大学理事長
- 2020年4月 愛知医科大学学長[2]

## 表彰
- 2005年　時実利彦記念賞
- 2007年　中日文化賞
- 2018年　武田医学賞
- 2020年　文部科学大臣表彰（科学技術分野）

## 社会との関わり
- 責任著者となっていた論文に不自然な画像の酷似があることが、2015年1月に匿名Aによる論文大量不正疑義事件において指摘された。m3.comによると名古屋大学は本調査を行ったが[3]、調査結果は明らかにされていない。1報の論文については2016年10月に修正公告が出された[4]。なお、筆頭著者は現在国際医療福祉大学の教授である。